# 후쿠오카 세이나
후쿠오카 세이나(일본어: 福岡 聖菜, 2000년 8월 1일 ~ )는 일본의 아이돌이며, 여성 아이돌 그룹 AKB48와 무시카고, 7초 후, 네가 좋아져의 멤버이다.
가나가와현 출신. DH 소속.

## 내력
2013년
- 1월 19일, 《AKB48 제12회 연구생 (13기생) 오디션》의 최종 심사에 합격.
- 6월 15일, 15기생 피로연.
- 6월 9일, 연구생 공연 《파자마 드라이브》에서의 공연 데뷔.

2014년
- 2월 24일, Zepp DiverCity에서 행해진 《AKB48 그룹 대조각 축제 ~시대는 변한다. 하지만, 우리는 앞 밖에 보지 않아!~》에서, 팀B로 승격하는 것이 발표되었다[1].

2015년
- 10월 25일, 파생 유닛 《무시카고(虫かご)》의 멤버로 뽑혔다.

2016년
- 9월 15일, 《AKB48 그룹 동시 개최 콘서트 in 요코하마 ~내년을 차지한다 궐기 집회~》에서 총선거에서는 제97위(8,984표)이었던 사실이 발표했다.
- 10월 10일에 개최된 《AKB48 그룹 유닛 싱글 쟁탈 가위 바위보 대회 in 고베 월드 기념 홀》에서 5위로, 유닛 선발 진입했다.
- 11월 16일의 발매의 AKB48 46th 싱글 「ハイテンション」의 모든 타입 공통 커플링 곡 「抑えきれない衝動」에서 자신 첫 오리지날 곡의 센터에 발탁되었다.